# 1992年度叱咤樂壇流行榜頒獎典禮得獎名單
1992年度叱咤樂壇流行榜頒獎典禮得獎名單列出1992年度叱咤樂壇流行榜頒獎典禮所頒發的獎項及得獎者，這個頒獎禮由香港商業電台舉辦，於1993年1月4日假香港體育館舉行。

## 得獎名單

#### 叱咤樂壇男歌手
- 金獎：張學友
  - 上榜歌曲：相思風雨中、偷閒加油站、分手總要在雨天、明日世界終結時、Honey B、日出時讓戀愛終結、愛得比你深、暗戀你、真情流露、愛火花、還是覺得你最好
    - 演繹歌曲：還是覺得你最好
- 銀獎：劉德華
  - 上榜歌曲：長夜多浪漫、愛我吧、只因一個你、媽媽的臉、情是那麼笨、你震撼我的心靈、愛人皇后、假裝、末世天使、真我的風采、獨自去偷歡
    - 演繹歌曲：獨自去偷歡
- 銅獎：黎明[1]
  - 上榜歌曲：我的感覺、兩心知、天才白癡往日情、我會像你一樣傻、一夜傾情、我愛ICHI BAN、I Love You OK?!、我來自北京、但願不只是朋友、我的親愛
    - 演繹歌曲：我愛ICHI BAN

#### 叱咤樂壇女歌手
- 金獎：林憶蓮
  - 上榜歌曲：再生戀、沒有你還是愛你、野花、難忘您、不捨不棄、醒醒、沒結果、當愛已成往事、多得他、寵愛
    - 演繹歌曲：醒醒
- 銀獎：葉蒨文
  - 上榜歌曲：春風秋雨、現實就是現實、愛到分離仍是愛、紅塵、真女人、一輩子溫柔、選擇、瀟灑走一回、情人知己
    - 演繹歌曲：瀟灑走一回
- 銅獎：關淑怡
  - 上榜歌曲：仍流著眼淚、戀一世的愛、梵音、So Sad、製造迷夢、現在愛我、眾心、離開請關燈、Dela
    - 演繹歌曲：製造迷夢

#### 叱咤樂壇組合
- 金獎：草蜢
  - 上榜歌曲：又愛又恨、So Sad、梨渦淺笑、三分鐘放縱、每一些也是情、La La Means I Love You、A.E.I.O.U.、再見Rainy Days、永遠愛著你
    - 演繹歌曲：再見Rainy Days
- 銀獎：Beyond
  - 上榜歌曲：遙望、不可一世、繼續沉醉、點解 點解、半斤八兩、長城
    - 演繹歌曲：長城
- 銅獎：太極
  - 上榜歌曲：等玉人、每一句說話、拼命三郎、永遠愛你
    - 演繹歌曲：拼命三郎

#### 叱咤樂壇生力軍男歌手
- 金獎：張衛健
  - 上榜歌曲：真真假假、弊傢伙、I Love You、哎吔哎吔親親你
- 銀獎：張智霖
  - 上榜歌曲：舊朋友、一生戀再戀、逗我開心吧
- 銅獎：陸家俊
  - 上榜歌曲：依然深愛你、十八歲的憂鬱

#### 叱咤樂壇生力軍女歌手
- 金獎：葉玉卿
  - 上榜歌曲：擋不住的風情、卿卿我我、魔鬼的誘惑、白玫瑰、愛的傷口、傻眼淚
- 銀獎：何婉盈 [2]
  - 上榜歌曲：再見亦是朋友、愛上你是我一生的錯、週日清晨
- 銅獎：湯寶如
  - 上榜歌曲：相思風雨中、絕對是個夢、活著就是等待、First Love

#### 叱咤樂壇生力軍組合
- 金獎：劉以達與夢
  - 上榜歌曲：與妳同眠、玫瑰園
- 銀獎：豹小子
  - 上榜歌曲：今天不回家、綠色的水滴、Love Me Now

#### 叱咤樂壇過江龍
- 金獎：林志穎
  - 上榜歌曲：等待的男孩、給我一個心愛的、青春扭扭、是不是你、今年夏天
  - 演繹歌曲：今年夏天
- 銀獎：優客李林
  - 上榜歌曲：認錯、只給你(Just For You)、了解、相親記、Joy To The World
- 銅獎：黃鶯鶯
  - 上榜歌曲：葬心、討你歡心

#### 叱咤樂壇我最喜愛的本地創作歌曲大獎
- 太極《每一句說話》（頒獎嘉賓：文康廣播司蘇燿祖）
  - 最後五強：郭富城《第四晚深情》、葉玉卿《白玫瑰》、太極《每一句說話》、林憶蓮《不舍不棄》、劉德華《末世天使》

#### 叱咤樂壇我最喜愛的歌曲大獎
- 《還是覺得你最好》張學友（得票︰3939）（頒獎嘉賓︰新華社香港分社副社長張浚生）

#### 叱咤樂壇作曲家CASH大獎
- 倫永亮

#### 叱咤樂壇填詞人CASH大獎
- 周禮茂

#### 叱咤樂壇唱片監製大獎
- 歐丁玉

#### 叱咤樂壇大碟IFPI大獎
- 《真情流露》（張學友）
  - 上榜歌曲：相思風雨中、分手總要在雨天、明日世界終結時、偷閒加油站、Honey B、愛得比你深、暗戀你、真情流露

#### 叱咤樂壇全國專業推介
- 金獎：瀟灑走一回 葉蒨文
- 銀獎：彎彎的月亮 呂方
- 銅獎：容易受傷的女人 王靖雯

#### 叱咤樂壇至尊歌曲大獎
- 《容易受傷的女人》王靖雯